# Signiphora louisianae
Signiphora louisianae är en stekelart som först beskrevs av Dozier 1933.  Signiphora louisianae ingår i släktet Signiphora och familjen långklubbsteklar. Inga underarter finns listade i Catalogue of Life.